# Ian Crichton
Ian Crichton (Oakville, 3 agosto 1956) è un chitarrista canadese naturalizzato tedesco, membro fondatore della band rock progressivo Saga.

## Biografia
Fratello minore di Jim Crichton, anch'egli nei Saga, è stato ispirato principalmente dalla musica di Jeff Beck. Oltre alla chitarra, padroneggia anche il basso. Suo fratello Jim gli diede presto un basso, ma poi scoprì che in realtà preferiva suonare la chitarra.

## Discografia

### Album in studio
- 1979 – Images at Twilight
- 1980 – Silent Knight
- 1981 – Worlds Apart
- 1983 – Heads or Tales
- 1985 – Behaviour
- 1989 – The Beginner's Guide to Throwing Shapes
- 1993 – The Security of Illusion
- 1994 – Steel Umbrellas
- 1995 – Generation 13
- 1997 – Pleasure & the Pain
- 1999 – Full Circle
- 2001 – House of Cards
- 2003 – Marathon
- 2006 – Trust
- 2007 – 10,000 Days
- 2009 – The Human Condition
- 2012 – 20/20
- 2014 – Sagacity
- 2021 – Simmetry

### Solista
- 1997 - Ghetto's By Design
- 2009 - Classic Rock Night

### Con gli Asia
- 2001 - Aura

### Collaborazioni
- 1994 - Greg McCallum - In a Different Knight
- 1996 - Ross Kennedy - The Gatering Storm
- 1999 - Liz Doherty - Last Order
- 2006 - Henning Pauly - Baby Steps
- 2008 - John Payne - A Different World